# رمزگشا

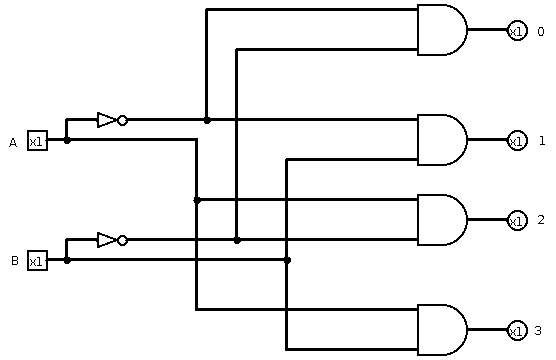
یک دیکودر ۲ به چهار

نمونه یک دیکودر ۲ به ۴

کدبردار (به انگلیسی: Decoder) دستگاه، مدار، مبدل، نرم‌افزار، الگوریتم یا شخصی است که پیام/اطلاعات کدگذاری شده توسط کدگذار را به حالت اولش باز می‌گرداند به طوری که اطلاعات اصلی را می‌توان بازیابی کرد.

## مدار منطقی
در مدار منطقی رمزگشا یا دیکودر مداری است که دارای n پایه ورودی و حداکثر ۲n پایه خروجی است که بسته به ترکیب سیگنال‌های ورودی، در هر لحظه تنها یکی از ۲n پایه فعال می‌شود. دیکودرها دارای انواع دو به چهار، سه به هشت، چهار به شانزده و ... هستند. کاربرد اصلی دیکودر در مدارهای دیجیتال، دسترسی به خانه‌های حافظه است. مدار دیکودر می‌تواند شامل یک سیگنال فعال ساز (En) باشد. اگر سیگنال فعال‌ساز وجود نداشته باشد، مدار دیکودر غیرفعال خواهد شد و عمل نخواهد کرد. دیکودرها را می‌توان به یکدیگر متصل کرد تا یک دیکودر بزرگتر حاصل شود. مثلاً می‌توان دو دیکودر ۲ به چهار را به هم متصل کرد تا یک دیکودر ۳ به ۸ به دست آید.

## پیاده‌سازی توابع بول به کمک رمزگشا
از آنجا که دیکودری با n ورودی مینترم‌های ۰ تا ۲n -۱ را در خروجی ایجاد می‌کند، می‌توان با قرار دادن تعدادی دروازه منطقی OR، توابع بولی که به شکل SOP هستند را پیاده‌سازی کرد.